# SFR
A SFR (SOCIÉTÉ FRANÇAISE DU RADIOTÉLÉPHONE) é uma empresa francesa de telecomunicações que fornece serviços de telecomunicações e profissionais de voz, vídeo, dados e Internet para consumidores e empresas. A partir de dezembro de 2015, possui 21,9 milhões de clientes na França Metropolitana para serviços móveis e fornece 6,35 milhões de casas com acesso à internet de alta velocidade.  Também oferece serviços nos departamentos ultramarinos da França: nas ilhas caribeñas da Martinica , Guadalupe e na Guiana , bem como no Oceano Índico,
SFR é de propriedade da Altice e do conglomerado francês Vivendi . A Vodafone teve uma participação de 44% na SFR até abril de 2011, quando vendeu toda a ação de volta à Vivendi . A SFR é uma importante rede parceira da Vodafone na França. 

SFR (SFR Belux) operou na Bélgica como operador de cabo e MVNO em algumas comunas da região de Bruxelas e em algumas áreas do Luxemburgo . A divisão foi vendida para rival da Telenet em dezembro de 2016.

## Histórico
Vivendi anunciou em algum momento sobre março de 2014 que planejava vender sua divisão SFR.  No dia 14 de março, anunciou que entraria em negociações exclusivas com a Altice / Numericable , com exclusão de Bouygues e Iliad .  Arnaud Montebourg , ministro francês da renovação industrial, provocou uma tempestade quando afirmou que o acordo Numericable / SFR era uma certeza; A Iliad perdeu 7,5% do seu valor de mercado naquele dia. 
Em fevereiro de 2016 Orange , a SFR e a Free anunciaram a compra de sua concorrente Bouygues Telecom . No entanto, as negociações para o contrato de compra caiu alguns meses depois. 